# Задорье (Псковская область)
Задорье — деревня в Струго-Красненском районе Псковской области России. Входит в состав сельского поселения «Марьинская волость».

## География
Находится на северо-востоке региона, в северо-западной части района, в лесной местности вблизи р. Дубенская. Произрастает сосна, берёза.
Уличная сеть не развита.

## История
Около дер. Задорье находится Задорьевское эстонское кладбище с разрушенной в 1995 г. ураганом деревянной лютеранской часовней.
Согласно Закону Псковской области от 28 февраля 2005 года деревня Задорье вошла в состав образованного муниципального образования Сиковицкая волость.
До апреля 2015 года деревня Задорье входила в Сиковицкую волость.
В соответствии с Законом Псковской области от 30 марта 2015 года № 1508-ОЗ деревня Задорье, вместе с другими селениями упраздненной Сиковицкой волости, вошла в состав образованного муниципального образования «Марьинская волость».

## Население
| 2001 | 2002 | 2010 | 2011 |
| ---- | ---- | ---- | ---- |
| 16   | ↗17  | ↘10  | ↗11  |

## Инфраструктура
Личное подсобное хозяйство. Вывоз леса, деревообработка.
Почтовое отделение, обслуживающее д. Задорье, — 181114; расположено в бывшем волостном центре д. Сиковицы.

## Транспорт
Просёлочные дороги.